# Centaurea lagascana
Centaurea lagascana — вид квіткових рослин айстрових (Asteraceae). Ендемік пн. Іспанії.

## Середовище
Населяє скелясті схили.

## Морфологічна характеристика
Це багаторічник 20–30 см заввишки. Листки переривчасто перисторозсічені, сегменти довгасті, рідкозубчасті. Придатки цілісні, остисті. Квітки жовті. Період цвітіння: літо.